# Муїшеранґа

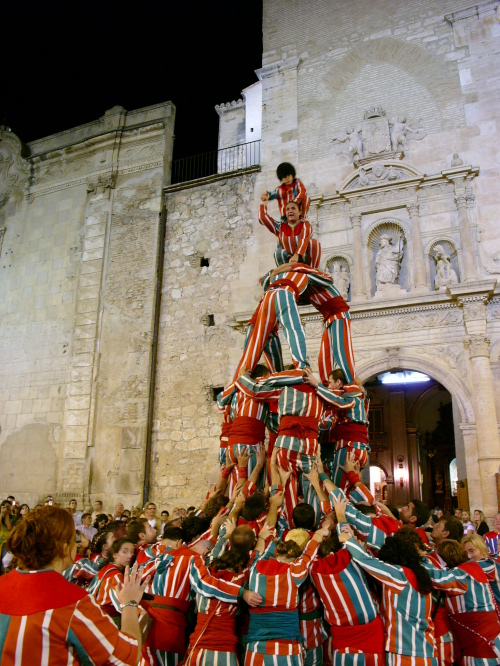
Муїшеранґа

Муїшеранґа (кат. Muixeranga — святкове дійство вуличних танців, вистав і гімнастичних вправ (будування пірамід з гімнастів), що відбувається щороку 7-8 вересня в іспанському місті Альхемесі (Algemesí), за 30 км від Валенсії.

## Традиція муїшеранґи та її походження

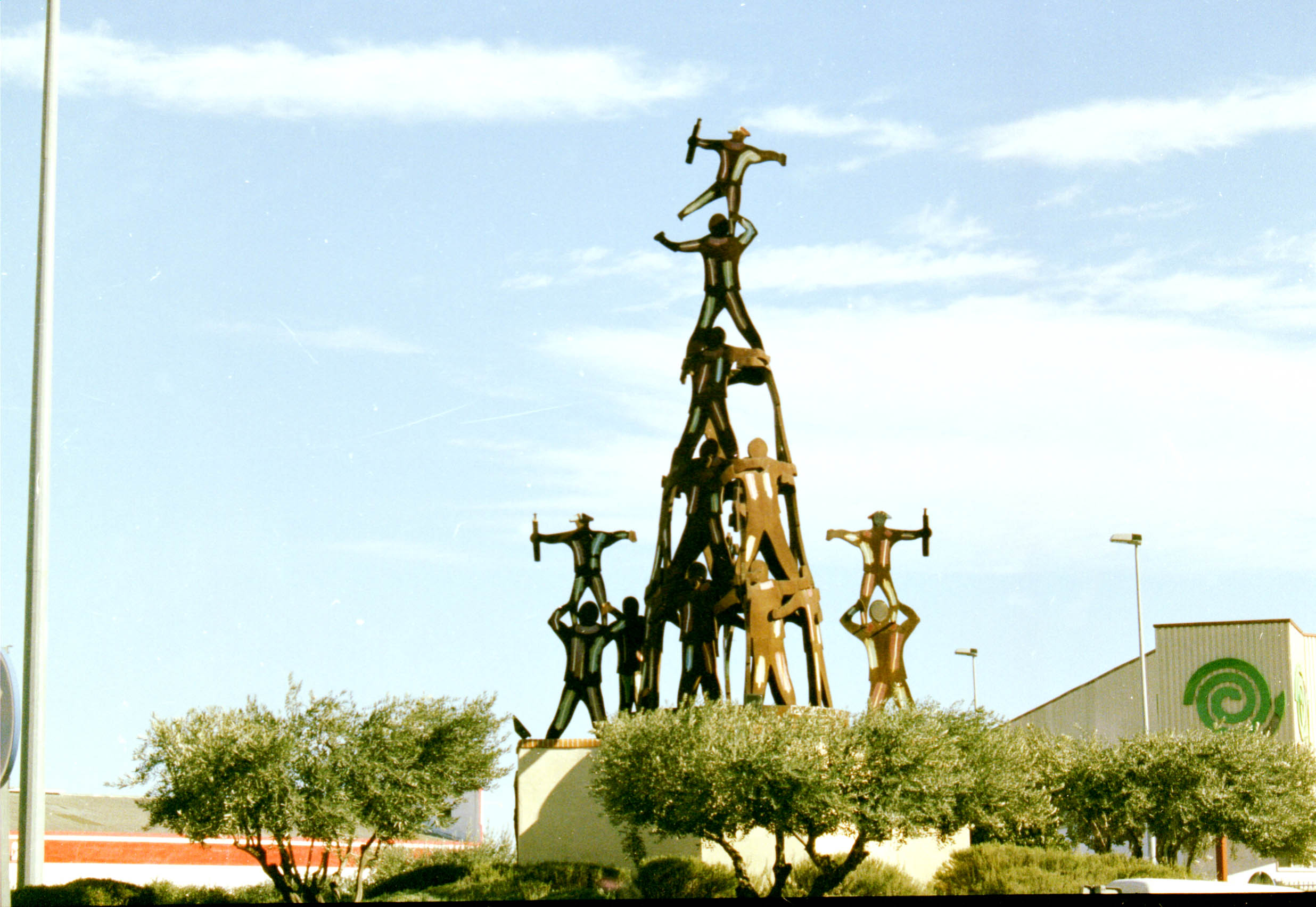
Пам'ятник муїшеранзі в Альхемесі

Муїшеранґа — справжнє дійство, але це не просто артистичні акробатичні танці, це сукупність давніх хореографічних традицій, що полягають у вибудувані різноманітних гімнастичних фігур і форм, і все це має релігійно-ритуальний підтекст. Муїшеранґа влаштовується щороку в Альхемесі з метою вшанування т.зв. Діви Здоров'я (кат. Mare de Déu de la Salut).
Ця традиція має спільні риси, будучи фактично різновидом, каталонських людських веж кастель (кат. castell). Обидва звичаї походять з часів Середньовіччя (імовірно, зародилася прибл. у XIII столітті) від релігійних танцювальних процесій муйшіґанґа кат. Moixiganga), які широко практикувалися на Піренеях. 
Валенсійська муїшеранґа — святкова хода в Альхемесі, перші історичні відомості про яку в письмових джерелах стосуються початку XVIII століття, має відчутно релігійне забарвлення, і не є світською розвагою, а тим більше змаганням, як кастель, хоча останнім часом, будучи гарною атракцією для туристів вона також носить відверто театралізований характер.

## Описання муїшеранґи
Особливістю муїшеранґи є те, що її учасники — люди, які будують гімнастичні піраміди, є фактично ентузіастами і аматорами, тобто людьми будь-яких професій. Зараз у влаштуванні альхемеського свята беруть участь бл. 200 чоловіків, історично ж їх було не більше 30. Гімнасти мають майстра, заразом керівника і організатора танців, будування гімнастичних фігур, людських веж тощо.
Муїшеранґа — це яскраве і гучне дійство. Учасники мають картате вбрання: білу з синьо-червоними широкими смугами сорочку і штани, селянські черевики і крислаті капелюхи. Така одіж нагадує костюм блазня, а ще, за версією, є спомином про те, що за минувшини костюми гімнастів робилися з матроського шмаття. Танці муїшеранґи виконуються у супроводі гучної музики — під акомпанемент ударного інструменту табалету (кат. tabalet) і духового інструменту, на зразок гобою, яку Ви можете прослухати:
Ця стара мелодія невідомого авторства є доволі одноманітною і притаманною саме муїшеранзі. Деякі зі споборників відродження валенсійської культури свого часу навіть пропонували цю мелодію як валенсійський або й загально-каталанський гімн.